# Neolestes torquatus
Neolestes torquatus là một loài chim trong họ Pycnonotidae.